# 中嶌哲演
中嶌 哲演（なかじま てつえん、1942年（昭和17年） - ）は、日本の僧。平和運動家、反原発活動家。熊取六人衆支援者。

## 経歴・人物
福井県小浜市生まれ。東京芸術大学中退。高野山大学仏教学科卒業。
高野山大学在学中、友人に半ば強引に平和講習に連れて行かれ、1963年に広島原爆の男性被爆者と出会ったのを機に、小浜で被爆者を訪ね歩いて、広島から呼んだ専門医の診察を受けてもらうなど、被爆者支援の活動を始める。また、日本宗教者平和協議会にかかわった。
1968年に帰郷。1994年の被爆者援護法制定まで26年間、被爆者支援を目的に毎月6日と9日に明通寺周辺3集落（約80戸）で托鉢を続けた 。
1968年に小浜市に原発4基の建設・誘致の計画が持ち上がり、1969年に地元漁協による「内外海原発設置反対推進協議会」の活動が始まる中で、1971年暮れに同協議会の後継組織「原発設置反対小浜市民の会」を結成、事務局長を務める。以来、反原発市民運動を展開している。1988年、ビデオ『牛乳が飲みたい：原発・勇気ある撤退』（河出書房新社）に出演。1993年、「原子力行政を問い直す宗教者の会」結成に参加。2012年3月25日-31日、大飯原発再稼動に反対してハンガー・ストライキを実行。
小浜市の真言宗御室派棡山明通寺の住職。

## 著書
- 『平和への鈴声 : 托鉢13年の記録』 (真言文庫 第2集)文政堂、1982年
- 『原発銀座・若狭から : スリーマイル・チェルノブイリ・そして日本…』光雲社、1988年
- 『青い翼を下さい : 原発銀座若狭からの報告』 原発がこわい女たちの会、1989年
- 『この子に悪魔を近づけるのは誰？ : 中嶌哲演師講話』4.13「もんじゅ」に学ぶさいたまの日実行委員会編集、いずみひと塾、1997年
- 『そよぐ風　谷のせせらぎ : 仏さまや神々に想いをよせて』(「山猫軒」ブックレット No.2)山猫軒、2001年
- 共著『状況への言葉 : フクシマ、沖縄、「在日」』聞き手新船海三郎、本の泉社、2012年
- 共著『いのちか原発か』風媒社、2012年